# Daïra de Megarine
La daïra de Megarine est une circonscription administrative algérienne située dans la wilaya d'Ouargla. Son chef-lieu est situé sur la commune éponyme de Megarine.

## Communes
La daïra regroupe les deux communes de Megarine et Sidi Slimane.